# 對席
對席是漢字文化圈傳統婚禮中的一個儀式，代表夫妻合為一體。傳統上是由赞礼引至神龛香案之西案前对面正坐，为下一步婚俗礼仪做准备，同时也寓意新人从此开始同室而居。進行儀式。寓意新郎新娘今后福寿同享，甘苦与共。

## 程序
在中國傳統婚禮中，對席禮多在新房內進行，赞礼于香案前，高喊：“鸣锣升炮入新房!”，此时鼓乐高奏，鞭炮齐鸣，新人于鼓乐鞭炮声中步向新房。在朝鮮則多於拜堂後即時於禮堂上進行。
傳統上新人會沃盥，即洗手，寓意精神上的洗礼和纯洁的开始。，然後是执手，新人行执手礼时互握双手，然後是合巹、同牢。合卺礼即新人喝交杯酒，同牢即新人共食一鼎所盛之肉，表示共同生活的开始（一說為同於一個空間），有些地區會在肉以外再加合婚圆，即新人再共食一鼎所盛之汤圆，新人自己先夹着吃一粒，再各夹一粒给对方吃。部分地区的合婚圆要由新郎新娘亲自搓成（多为新人行出厨礼时，在厨师的帮助下象征性的所搓制。現代有些是簡化成只食合婚圓。也有些有其他食物如蓮子羹等。依大部分地区的婚俗礼仪，行同牢礼时赞礼须同时吟吉语，例如：“百年修得同船渡，千年修得共枕眠。新人夫妻面对面，同牢礼成花堂前。”
新人完成對席後一系列婚俗礼仪之后需出房謝親，但不能同时出房，须依一先一后之次序，而且新人不能主动出房，必须经赞礼带大家邀请之后才可出房，以示新人的尊贵和众人对新人的敬重。